# Katuma (prénom)
Pour les articles homonymes, voir Katuma.
Katuma est un prénom luba, en tshiluba Kàtùmà, pour le troisième né des triplés. Le premier se nomme généralement Mbuyi et le second Kabanga. Le prénom signifie littéralement « la terre qu'on n’envoie pas », et vient du verbe -tùma, signifiant « envoyer, expédier », car le troisième triplé est considéré comme faible au point où il faut éviter de l'envoyer faire des commissions.
- Pour l'ensemble des articles sur les personnes portant ce prénom, consulter :
  - la liste des articles dont le titre commence par ce prénom
  - les listes produites par Wikidata : Liste des personnes de prénom « Katuma » — même liste en incluant les éventuels prénoms composés qui contiennent « Katuma ».